# Modicogryllus chivensis
Modicogryllus chivensis är en insektsart som först beskrevs av Yu S. Tarbinsky 1930.  Modicogryllus chivensis ingår i släktet Modicogryllus och familjen syrsor. Inga underarter finns listade i Catalogue of Life.